# Liste der Bodendenkmäler in Finnentrop
Die Liste der Bodendenkmäler in Finnentrop enthält die denkmalgeschützten unterirdischen baulichen Anlagen, Reste oberirdischer baulicher Anlagen, Zeugnisse tierischen und pflanzlichen Lebens und paläontologischen Reste auf dem Gebiet der Gemeinde Finnentrop im Kreis Olpe in Nordrhein-Westfalen (Stand: August 2020). Diese Bodendenkmäler sind in Teil B der Denkmalliste der Gemeinde Finnentrop eingetragen; Grundlage für die Aufnahme ist das Denkmalschutzgesetz Nordrhein-Westfalen (DSchG NRW).
| Bild | Bezeichnung                                      | Lage                    | Beschreibung | Bauzeit | Eingetragen seit | Denkmal- nummer |
| ---- | ------------------------------------------------ | ----------------------- | ------------ | ------- | ---------------- | --------------- |
|      | Kleinhöhe                                        | Heggen                  |              |         | 21.06.1990       | B 1             |
|      | Höhlen                                           | Ahausen Ahauser Stausee |              |         | 21.06.1990       | B 2             |
|      | Uferhöhlen                                       | Heggen                  |              |         | 21.06.1990       | B 3             |
|      | Muttersteinhöhle                                 | Altfinnentrop           |              |         | 20.06.1990       | B 4             |
|      | Alte Bodenwälle am Schomberg                     |                         |              |         | 06.11.1991       | B 5             |
|      | Reste der Burgstelle                             | Altfinnentrop           |              |         | 07.11.1991       | B 6             |
|      | Kulturhöhle (Spaltenhöhle)                       | Deutmecke               |              |         | 21.05.1992       | B 7             |
| BW   | Burganlage „Ochsenburg“                          | Fretter Karte           |              |         | 05.08.1993       | B 8             |
|      | Hohlwege am Mondschein                           | Weringhausen            |              |         | 23.01.1998       | B 9             |
|      | Hohlwege                                         | Wörden                  |              |         | 13.06.1998       | B 10            |
|      | Höhlensystem um die Wilhelmshöhle (Hörstenhöhle) | Heggen                  |              |         | 29.06.2001       | B 11            |
|      | Zwei ehemalige Steinbrüche                       | Frettermühle            |              |         | 05.10.2010       | B 12            |